# Bristol 170
Die Bristol Type 170 war ein zweimotoriges propellergetriebenes Fracht- und Passagierflugzeug von 1945 mit Kolbenmotoren und einziehbarem Spornradfahrwerk der Bristol Aeroplane Company. Je nach Version wurde der Typ Bristol Freighter, Wayfarer, Superfreighter oder Super Wayfarer genannt, wobei die Wayfarer-Ausführungen als reine Passagierflugzeuge ausgelegt waren.

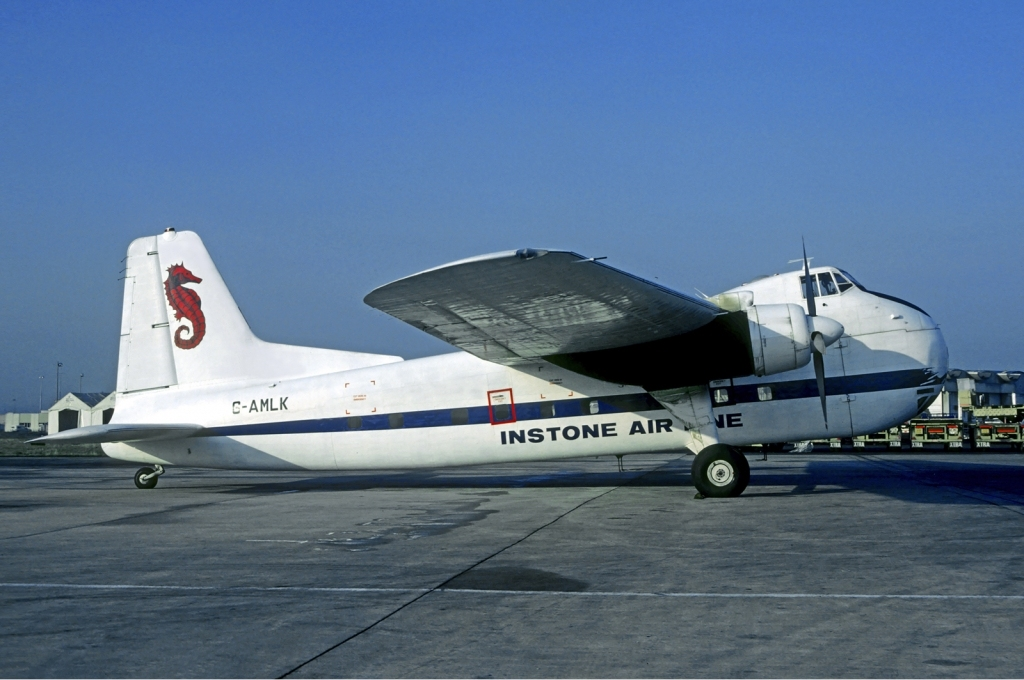
Eine Bristol 170 Mk.21 Freighter der Instone Air Line

## Geschichte
Die Konstruktion der Freighter führte Taffy Powell durch, der ein Flugzeug entwerfen wollte, welches sowohl Passagiere als auch Kraftfahrzeuge transportieren konnte. Powell lehnte sich dabei an die konstruktive Auslegung des Bristol-Bombay-Bombers an. Der Erstflug des Prototyps der Type 170 Mk I Freighter erfolgte am 2. Dezember 1945. Die Version Type 170 Mk II Wayfarer mit 32 Passagierplätzen folgte am 30. April 1946.
Am 7. Juli 1948 erfolgte der erste Flug der Silver City Airways mit einem Kraftfahrzeug und Passagieren von Lympne in der südenglischen Grafschaft Kent nach Le Touquet an der Nordküste Frankreichs. Ein weiterer Flugdienst begann am 13. Juli 1954 vom ebenfalls in Kent gelegenen Flughafen Lydd. Die meistgebaute Version war die verbesserte und mit stärkeren Motoren ausgerüstete Type 170 Mk 31. Aufgrund des Erfolges der Flüge wurde eine vergrößerte Version Type 170 Mk 32 Superfreighter entwickelt, welche einen um 1,52 m verlängerten Rumpf und ein größeres Leitwerk erhielt. Das Flugzeug konnte nun drei Pkw und 22 Personen befördern. Der Erstflug erfolgte am 16. Januar 1953 und es wurden 20 Maschinen dieser Version gebaut. Später wurde dieser Typ durch die Aviation Traders ATL-98 ersetzt. Mit Abstand größter Kunde für die Bristol 170 war die pakistanische Luftwaffe, die ab 1948 insgesamt 71 Bristol 170 kaufte.
Als die Fähren schneller wurden sowie Hovercrafts und Tragflächenboote mehr Kraftfahrzeuge transportieren konnten, wurden die Flugzeuge für den Kraftfahrzeugtransport unrentabel. Bei Silver City Airways konzentrierte man sich jetzt auf den Passagier- und Frachttransport und musterte die Maschinen schließlich in den 1970er-Jahren aus.
Die letzten zwei Bristol 170 wurden 1958 ausgeliefert, eine an Straits Air Freight Express (SAFE Air) in Neuseeland und die allerletzte an Dan-Air.

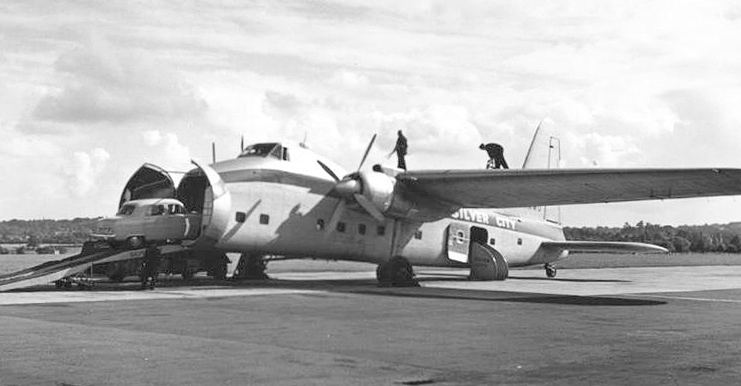
Beladung einer Bristol 170 Freighter der Silver City Airways mit Fahrzeugen

Der letzte Flug einer Bristol 170 fand im Jahr 2004 statt, als die kanadische Hawkair ihre letzte Maschine in das Reynolds-Alberta Museum überführte.

## Konstruktion
Die Freighter war ein Schulterdecker mit einer bulligen aufklappbaren Flugzeugnase und einem festen robusten Fahrgestell. Das Cockpit saß oberhalb des Lade- und Passagierraums und somit auch oberhalb der zweigeteilten Ladeklappe, die sich seitlich nach links und rechts aufklappen ließ. Die Bristol 170 verfügte nicht über eine Druckkabine.

## Andere zivile Nutzung
In einer der Anfangssequenzen der amerikanischen Filmkomödie Happy End im September mit Gina Lollobrigida und Rock Hudson in den Hauptrollen spielt diese Maschine eine kleine Rolle als Transporter für den Rolls des durch Hudson dargestellten Industriellen Talbot. In Neuseeland nutzte die SAFE Air (Straits Air Freight Express) die Maschinen zum Transport von Eisenbahnfrachten von Wellington auf der Nordinsel nach Blenheim auf der Südinsel. Die Flugzeuge luden hier zum ersten Mal in der Luftfahrtgeschichte patentierte Flugcontainer.
Die Container wurden von der Eisenbahn zunächst auf Lastwagen und dann in die Flugzeuge verladen. Die Container wurden dort mit elektrischen Schraubern fest verschraubt. Andere Varianten erlaubten das Transportieren von Pferden und anderen großen Tieren.
Die Freighter waren die Haupttransportflugzeuge zu den Chatham-Inseln, bis sie durch die Armstrong Whitworth Argosy ersetzt wurden. SAFE Air besaß auch druckbelüftete Container, um Passagiere zu transportieren.

## Militärische Nutzung
Von Pakistan wurden Bristol Freighter in dessen Kriegen verwendet. Einige Militärmaschinen wurden später von SAFE Air aufgekauft und in Neuseeland verwendet.
Die Royal New Zealand Air Force (RNZAF) verwendete ebenfalls Bristol Freighter. Sie hatte Ende der 1940er-Jahre zwölf Maschinen bestellt. Die RNZAF verwendete die Maschine u. a. für Transportflüge zur New Zealand Army in Malaysia.
Die Flugzeuge wurden von der „RAF Far East Air Force“ in Malaysia und Hongkong verwendet. Während des Indochinakrieges flogen die Alliierten von Thailand mit den Flugzeugen Militärgüter.
Die Freighter wurden in den 1970er-Jahren aus dem Militärdienst entfernt.
Die letzte zivile Maschine war noch bis 2004 bei Hawkair in Terrace, Kanada im Einsatz.
 Argentinien
- Argentinische Luftstreitkräfte

 Australien
- Royal Australian Air Force

 Birma
 Irak
 Kanada
- Royal Canadian Air Force

 Neuseeland
- Royal New Zealand Air Force

 Pakistan
- Pakistanische Luftwaffe

 Vereinigtes Königreich
- Royal Air Force

## Zwischenfälle
Zwischen 1946 und dem letzten Flug im Jahr 2004 kam es zu 69 Totalverlusten von Bristol 170; davon waren 61 Unfälle. Dabei kamen 387 Menschen ums Leben.

## Technische Daten
| Kenngröße             | Daten Bristol 170 Freighter                                                  |
| --------------------- | ---------------------------------------------------------------------------- |
| Besatzung             | 2–4 (Pilot, Copilot und Lademeister)                                         |
| Länge                 | 20,83 m                                                                      |
| Spannweite            | 29,87 m                                                                      |
| Höhe                  | 6,60 m                                                                       |
| Flügelfläche          | 130,53 m²                                                                    |
| Flügelstreckung       | 6,8                                                                          |
| Nutzlast              | 16 Passagiere und 2 Pkw oder 44 Passagiere oder 5,6 t Fracht                 |
| Leermasse             | 11.780 kg                                                                    |
| Startmasse            | 16.656 kg bis 19.980 kg (Mk 31M)                                             |
| Antrieb (Mk 21E)      | 2 × 14-Zylinder-Sternmotoren Bristol Hercules 672 mit je 1.690 PS (1.243 kW) |
| Antrieb (Mk 31M)      | 2 × 14-Zylinder-Sternmotoren Bristol Hercules 734 mit je 1.980 PS (1.456 kW) |
| Höchstgeschwindigkeit | 360 km/h                                                                     |
| Reisegeschwindigkeit  | 264 km/h                                                                     |
| Dienstgipfelhöhe      | 7.470 m                                                                      |
| Reichweite            | 1.320 km                                                                     |

## Erhaltene Exemplare
- SAFE Air Freighter Restaurierung in Blenheim (Neuseeland)
- Royal New Zealand Air Force Museum in Christchurch
- Reynolds Aviation Museum in Wetaskiwin, Alberta (Kanada)
- RAAF Museum at Point Cook, Victoria (Australien)